# Ninus (fundador de Nínive)

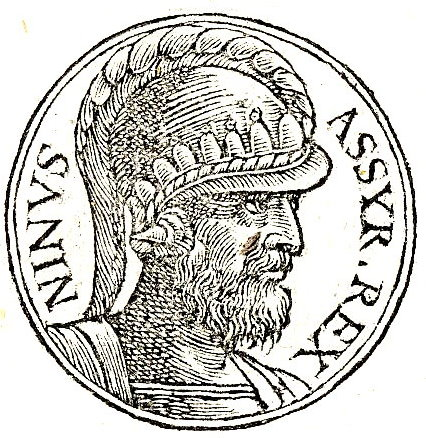
Ninus Rex

Ninus, o també Ninos, (en grec antic Νίνος), va ser el mític fundador de la ciutat de Nínive, a l'imperi assiri.
Se'l considera fil de Baal o fins i tot de Cronos, ja que Baal o Bel s'identifica amb el déu hel·lènic Cronos. Segons la tradició, Ninus va inventar l'art de la guerra, i va ser el primer que va reunir grans exèrcits. Tenia com a aliat un rei de l'Aràbia anomenat Arieu, i amb ell va conquerir tot Àsia, tret del país dels indis. La Bactriana li va oposar resistència durant molt de temps, però, gràcies a l'astúcia de la dona d'un dels seus visirs, la va acabar conquerint. Aquesta dona era Semíramis, amb qui es va casar. Després de la mort de Ninus, el va succeir en el tron.
Heròdot dona una altra genealogia de Ninus. Segons ell, era un descendent d'Hèracles. Era net d'Alceu, fill d'Hèracles i d'Òmfale.